# Тюнни-Хаавио, Аале Мария
А́але Мари́я Тю́нни-Ха́авио (Аале Тюнни) (фин. Aale Maria Tynni-Haavio, 3 октября 1913 года, Загвоздка — 21 октября 1997 года, Хельсинки) — финская, ингерманландская поэтесса, переводчица, драматург, театральный критик. Победитель конкурса искусств на XIV летней Олимпиаде 1948 года в Лондоне. Почётный доктор философии, академик финской Академии наук и литературы.

## Биография
В 1913 году Аале родилась в небольшой ингерманландской деревне лютеранского прихода Колппана близ Гатчины. По одним данным это была Малая Загвоздка, по другим — соседние Большие Колпаны.
Отец — Каапре Тюнни, магистр философии, ректор Колпанской учительско-кистерской семинарии, председатель Ингерманландского национального совета. Мать — Лилья Тюнни (Пиппонен), учительница. В семье было семеро детей.
В 1919 году семья Тюнни была вынуждена уехать в Финляндию, где обосновалась в Хельсинки.
Аале начала писать стихи ещё в детстве, первые её произведения увидели свет в школьном журнале. В средней школе она много читала, её интересовала в том числе и иностранная поэзия. Затем, в лицее её интерес к творчеству поощряла преподаватель финского языка Хилья Вилкемаа.
Ранние произведения Тюнни испытывали явное влияние Саймы Хармаи и Ууно Каиласа. Сайма Хармая была её ровесницей. Обе девочки в старших классах приняли участие в литературном конкурсе. Написанное верлибром стихотворение Тюнни «Дьявол умер» получило второй приз, а первые место занял «Апрель» Саймы Хармайи.
Окончив в 1932 году женский лицей Аале поступила в Хельсинкский университет, где специализировалась на финской литературе, заканчила который в 1936 году, получив также степень бакалавра философии за работу «Влияние Сафо на финскую поэзию».
В 1938 году состоялся её дебют, был издан стихотворный сборник «Свеча сердца».
В 1939 году она путешествовала по Франции и Италии, но начавшаяся война заставила её вернуться в Финляндию.
В 1940 году Аале Тюнни вышла замуж за профессора церковной истории Кауко Пиринена (1915—1999). Работала учителем финского языка, у них родилось трое детей (1942, 1944, 1946).
Во время войны она работала на складе одежды для пострадавших от бомбардировок в Нюландской губернии.
В 1947 году со стихотворной драмы Генрика Ибсена «Бранд» началась её карьера переводчика.

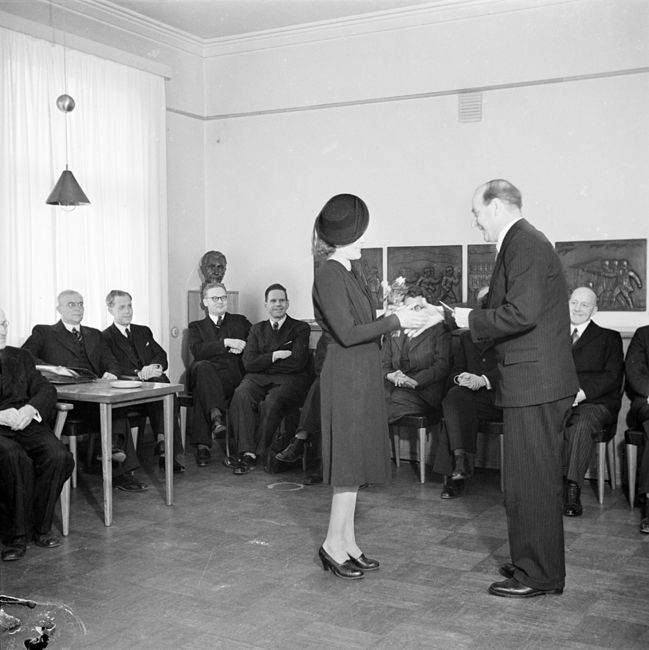
Вручение премии имени Линнанкоски. 1947 год

Основной темой стихотворений Аале Тюнни в 1940-е годы были любовь, радости жизни и материнства, что нашло своё отражение в сборниках «Водная птица» (1940) и «Гудящий лес» (1947). «Шалаш из листьев» (1946), опубликованный после войны, написан в её период трудностей, но Аале не стала пессимистом, она была слишком целенаправленной и энергичной для этого.
В 1948 году на XIV Летних Олимпийских играх в Лондоне Аале Тюнни завоевала золотую медаль по литературе в номинации «Лирические произведения» за свою поэму «Слава Эллады». Это была последняя Олимпиада, на которой кроме спортивных соревнований, проводились художественные соревнования в категориях: архитектура, литература, музыка, скульптура, живопись и графика.

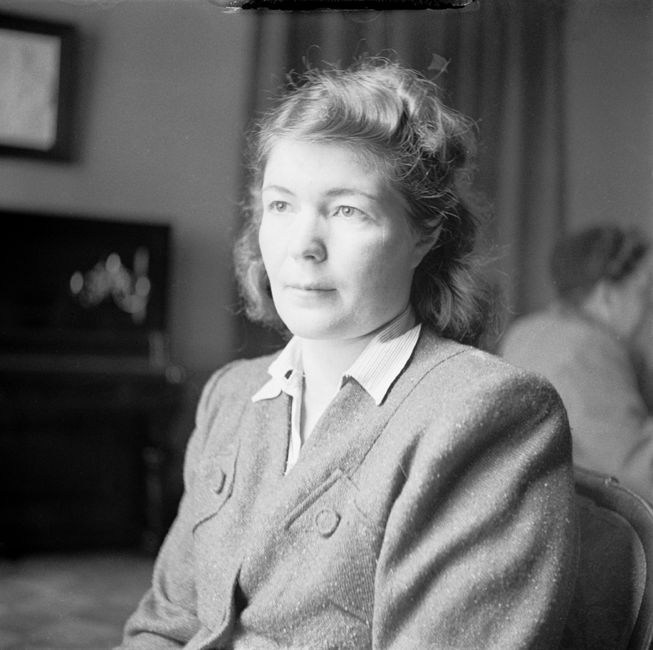
На Олимпиаде в Лондоне. 1948 год

Изначально, любимой поэтической формой Аале Тюнни была баллада. Сборник «За стеклянной горой» (1949), в некоторых стихотворениях которого используется сказочная символика, включает её самое известное стихотворение — Kaarisilta («Арочный мост»).
В 1950-е годы Аале Тюнни много работала с историческими и мифологическими материалами. Она переводила таких авторов как У. Шекспир, Г. Ибсен, У. Йейтс и У. Вордсворт. Она также перевела с древнеисландского часть скандинавского эпоса Эдда.

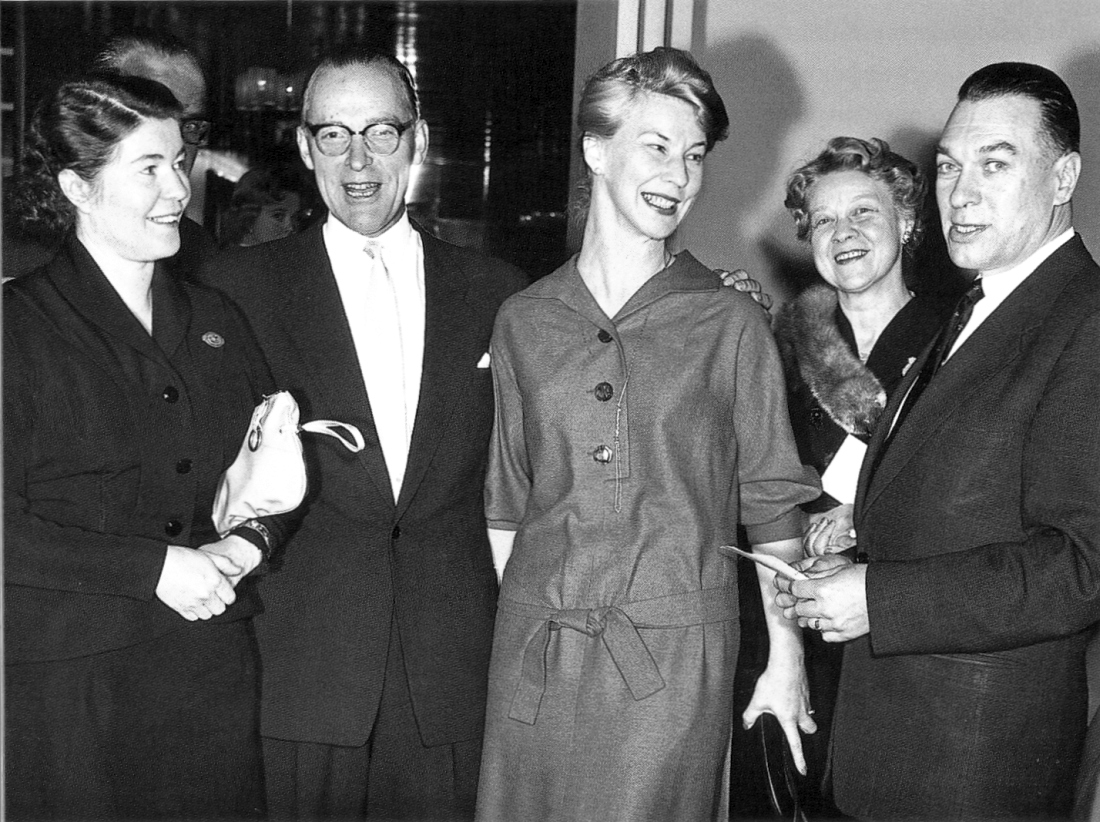
Аале Тюнни-Хаавио, Эва Йоэнпелто и другие. 1950-е годы

В 1954 году Аале Тюнни стала одним из основателей Финско-Ирландского общества дружбы.
Её книга «Год тысячи песен», изданная в 1957 году, стала одним из самых популярных сборников западной поэзии опубликованных на финском языке. В своем предисловии к сборнику А. Тюнни пишет, что стихи это не только идеи и образы, но и ритм вызывающий их к жизни, поэтому она попыталась следовать ритму оригинального произведения, что на практике означало внесение новых ритмических элементов в финский язык.
Однако «Год тысячи песен» подвергся критике со стороны литературоведа Лаури Вильянена, который считал, что слабостью переводов Тюнни являются именно ритмические тонкости. Вильянен считал, что оригинальный текст необходимо переводить на другой язык буквально и так точно, насколько это возможно. На стороне Л. Вильянена выступил и профессор литературы, академик Вейкко Антеро Коскенниеми.
На стороне А. Тюнни в дискуссии выступил фольклорист, академик Мартти Хаавио, публиковавший стихи под псевдонимом П. Мустапяя (P. Mustapää). Он называл её своей музой и в 1960 году вступил с ней в брак.
Они были давно знакомы друг с другом, но Аале из-за детей долго не хотела создавать новую семью. Некоторые стихотворения сборника «Неизвестное дерево» (1952), включая баллады «Дочь садовника» и «Лесной ветер», появились в результате её вынужденных разлук с Хаавио. Их союз двух близких по духу людей был счастливым. Они вместе занимались редактированием детских книг и букварей.
После смерти мужа в 1973 году А. Тюнни занималась его архивами. Её трагедия нашла своё отражение в новом сборнике стихов «Родник историй» (1974).
Финский национальный театр ставил пьесы Аале Тюнни в 1965 («Улетающие соколы») и в 1991 году («Время железного маршала»).
Её сын Стив Пиринен (1942—1971) также был поэтом.

## Фото

Аале Тюнни на крыльце своего летнего дома. 1948 год
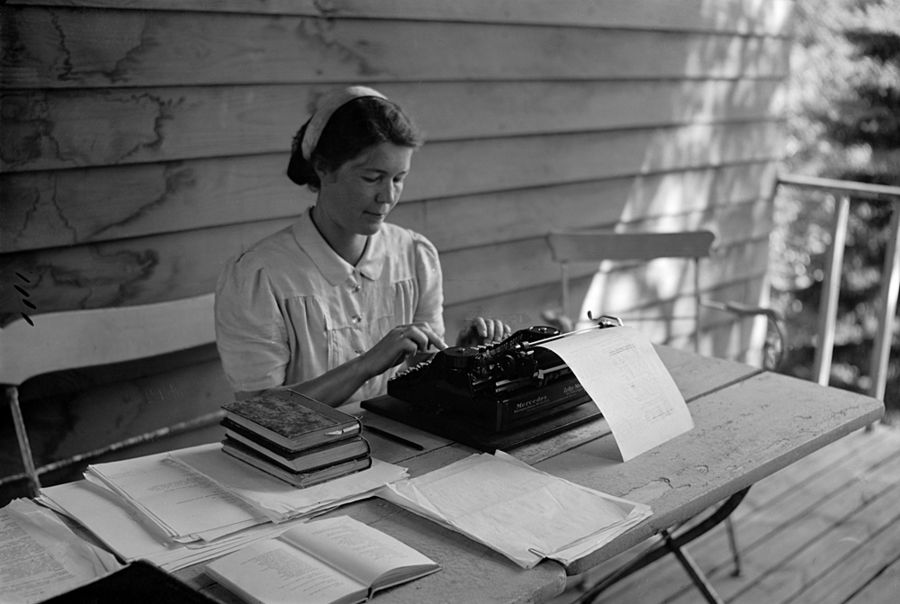
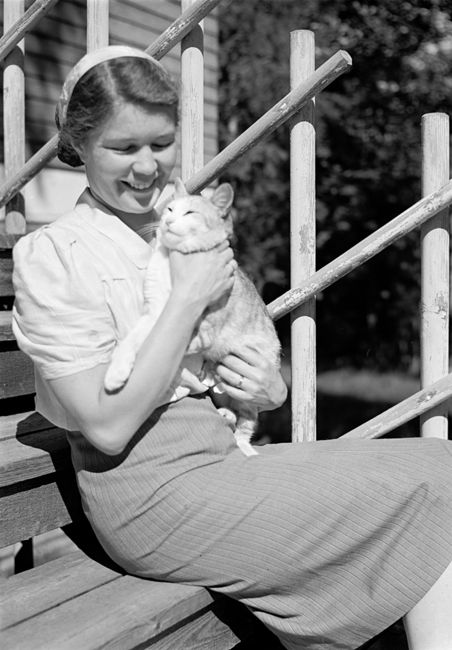
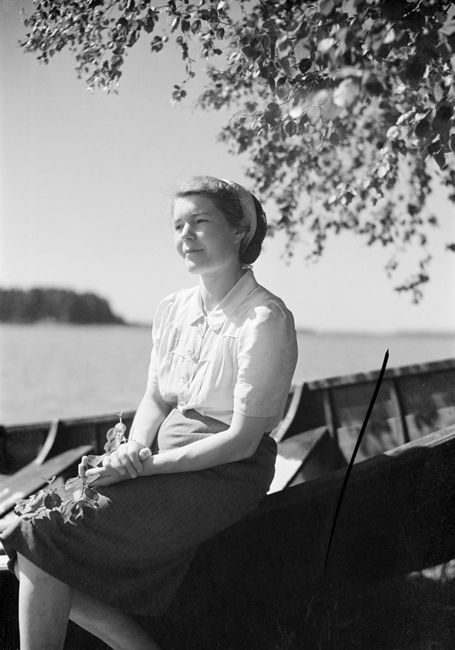

## Переводы на финский язык
- Год тысячи песен, сборник, 1957
- Эдда, песни о богах. Перевод, а также предисловие и комментарии Аале Тюнни. 2-е издание 1998. Porvoo Helsinki Juva: WSOY, 1982. ISBN 951-0-11503-7.
- Эдда, песни о героях. Перевод, а также предисловие и комментарии Аале Тюнни. 2-е издание 1981. Porvoo Helsinki Juva: WSOY, 1980. ISBN 951-0-10173-7.
- Время огненного разума. Десять современных французских лириков. Перевод, а также предисловие и комментарии Аале Тюнни. 3-е издание. (1-е издание 1962). Содержание: Гийом Аполлинер, Сен-Жон Перс, Поль Элюар, Андре Бретон, Жан Кокто, Луи Арагон, Анри Мишо, Робер Деснос, Раймон Кено, Жак Превер. Helsinki: WSOY, 2005. ISBN 951-0-30963-X

## Награды и премии
- Государственная премия по литературе, 1943 и 1947
- Премия финского литературного общества, 1945 и 1954
- Премия имени Линнанкоски, 1947
- Золотая медаль на Олимпиаде в Лондоне, 1948
- Награда имени Алексиса Киви, 1955
- Премия имени Топелиуса в 1957 году.
- Медаль ордена Льва Финляндии Pro Finlandia («Для Финляндии»), 1959
- Степень почётного доктора философии Хельсинкского университета, 1977
- Звание академика искусств, 1982
- Премия Культурного фонда Финляндии, 1982
- Рыцарский крест I класса ордена Белой розы Финляндии[7]